# トリコロール/白の愛
『トリコロール/白の愛』（Trois couleurs: Blanc / Trzy kolory: Biały）は、1994年製作の映画。クシシュトフ・キェシロフスキ監督による「トリコロール」3部作の2作目。
フランスでは1994年1月26日に公開された。日本では同年8月20日からBunkamura ル・シネマにて公開された。
1994年2月の第44回ベルリン国際映画祭では監督賞を受賞した。
「トリコロール」3部作は、それぞれの作品が「自由（青）・平等（白）・博愛（赤）」を象徴しており、本作は「愛の平等」をテーマとしている。3部作中で唯一、男性を主人公としており、他2作とは異なる喜劇タッチの作品となっている。

## ストーリー
パリの離婚法廷。ポーランド人理髪師カロル・カロル（ズビグニエフ・ザマホフスキ）は、妻でありフランス人のドミニク（ジュリー・デルピー）から一方的に離婚を言い渡されている。理由は「夫婦生活の不成立」、つまりカロルが性的不能であること。カロルはフランス語も堪能ではなく、自分の弁護もまともにできない。判決はドミニクに有利に下され、カロルは家も仕事も、そして愛する妻までも失ってしまう。
カロルは一文無しになり、駅や地下鉄で夜を明かす羽目になる。かつて愛し合ったドミニクは冷たく、電話にも出ず、荷物も返してくれない。ある日、彼は地下鉄で同郷の男ミコワイ（ヤヌシュ・ガヨス）と出会う。ミコワイは、ポーランドの「暗い社会」や自殺願望などを語りながらも、何かとカロルに親切にする。やがて彼の提案で、カロルは楽器ケースの中に隠れて密航の形でポーランドへ帰国する。
しかしワルシャワの空港に到着した彼は、荷物のように放り出され、犬に噛まれるという屈辱的な姿で祖国に戻る。だがそこからカロルは再起を始める。兄の助けを借りて理髪店を手伝いながら、彼は冷酷な現実を受け入れ、野心的なビジネスマンへと変貌していく。
彼はミコワイと再会し、「誰かが自分を殺してほしいと願っている」と語るその依頼を受け、拳銃を向ける。カロルは相手を撃たずに空砲で倒れたふりをさせることで、自殺願望を試すミコワイの真意を測る。ミコワイはその行為に感動し、カロルに金を渡す。これがカロルの転機となり、不動産と投資の世界で頭角を現す。わずか数年で彼は裕福な男となる。
だが彼の心は、過去に囚われたままだった。ドミニクへの愛と、捨てられた痛み、そして復讐への欲望。カロルは入念な計画を立てる。まず偽の遺言状を作り、自分の死を偽装する。そしてドミニクをポーランドに誘い出し、彼女の名義に莫大な遺産を残すことで、彼女を「殺人の共犯者」に仕立てるような策略を仕掛ける。結果、ドミニクはカロルの死に関与したとされてポーランドで逮捕される。
だがその後、カロルは彼女を刑務所から見舞うように現れる。鉄格子の向こうで彼女はカロルを見つめ、手話で「愛してる」「一緒にいたい」と伝える。カロルは彼女のメッセージを受け止め、涙を流す。

## 登場人物
カロル・カロル（Karol Karol）
演：ズビグニェフ・ザマホフスキ
本作の主人公。ポーランド出身の理髪師。フランス人女性ドミニクと結婚し、パリで理髪店を営んでいたが、性的不能を理由に離婚され、財産も地位もすべてを失う。のちに密入国の形でポーランドに戻り、兄の助けを借りて再起。事業で成功を収め、失った地位と自尊心を取り戻していく。
ドミニク・ヴィダル（Joseph Ken）
演：ジュリー・デルピー
カロルのフランス人の妻。パリ在住。彼に対して突然離婚を申し立て、「愛していない」「性的不能」と非情な言葉を突きつける。カロルにとってはすべてを捧げた愛の対象だが、ドミニクは一方的に彼を切り捨てる。物語後半、カロルの復讐によりポーランドへ誘い出され、カロルの偽装死によって結果的に「遺産殺人容疑者」として投獄される。ラストシーンでは刑務所の窓から手話で「愛してる」と伝え、カロルの涙を誘う。
ミコワイ（Mikołaj）
演：ヤヌシュ・ガヨス
カロルがパリの地下鉄で出会う謎めいたポーランド人の男。中年で裕福そうだが、自殺願望を抱えていると語る。彼の「誰かが自分を殺してほしい」という奇妙な依頼が、カロルにビジネスと精神的な再生の機会を与える。
イェジ（Jerzy）
カロルの兄で、ポーランドで理髪店を営んでいる。無一文で帰国したカロルを迎え入れ、再出発の足場を提供する。

## 評価
本作は批評家から絶賛されている。 Rotten Tomatoesでは55件のレビューに基づき89%の評価、平均評価は10点満点中7.6点となっている。評論家の総評は「『トリコロール』三部作の他の作品よりも軽快なトーンの『白の愛』は、ウィットに富み、ほろ苦いコメディでありながら、一見すると想像以上に重いテーマを扱っている」となっている。 Metacriticでは、11件のレビューに基づき100点満点中91点という高評価を得ており、「世界的大絶賛」となっている。
ワシントン・ポストのデッソン・ハウは本作が「詩的で象徴性に富んだ作品であり、台詞を最小限に抑えながら人間の感情とアイロニーを描き出している。物語は明快な答えを提示せず、観客に直感的かつ感覚的な鑑賞を促す。」と絶賛した。また、年間ランキングで本作を第5位に挙げた。ガーディアン紙のデレク・マルコムは「キェシロフスキは登場人物たちの反応を本能的に把握している」とし、ザマホフスキの控えめな演技と、ポスト共産主義ポーランドの冷酷な資本主義社会の描写を絶賛した。また、「本作は、ほぼ完璧な作品と言えるだろう。暗いながらも最終的には希望に満ちたコメディであり、もし『ホワイト』と名付けられていなければ、『ブラック』と名付けられていたかもしれない。」と評した。

## 受賞
| 賞                     | 部門         | 対象                         | 結果       |
| ---------------------- | ------------ | ---------------------------- | ---------- |
| ベルリン国際映画祭     | 金熊賞       | 『トリコロール/白の愛』      | ノミネート |
| ベルリン国際映画祭     | 監督賞       | クシシュトフ・キェシロフスキ | 受賞       |
| シカゴ映画批評家協会賞 | 外国語映画賞 | 『トリコロール/白の愛』      | ノミネート |
| ヨーロッパ映画賞       | 作品賞       | 『トリコロール/白の愛』      | ノミネート |